# Gabinet de govern d'Àustria 2003-2007
El segon govern de Wolfgang Schüssel va començar el 28 de febrer de 2003, i va acabar l'11 de gener de 2007. Fou un govern de coalició del Partit Popular d'Àustria (ÖVP) i del Partit Liberal d'Àustria (FPÖ), a partir del 17 d'abril de 2005, el govern va estar format pel ÖVP i de l'Aliança per al Futur d'Àustria (BZÖ).
| XXII Legislatura (28-02-2003/11-01-2007) |
| Canceller: Wolfgang Schüssel (ÖVP)       |

| Ministeri Federal                                                       | Titulars                                      | Titulars                                                | Titulars                                                | Titulars                                                | Titulars                                                | Titulars                                                | Titulars                                             | Titulars                                   | Titulars                                   |
| ----------------------------------------------------------------------- | --------------------------------------------- | ------------------------------------------------------- | ------------------------------------------------------- | ------------------------------------------------------- | ------------------------------------------------------- | ------------------------------------------------------- | ---------------------------------------------------- | ------------------------------------------ | ------------------------------------------ |
| Ministeri Federal                                                       | 28 de febrer de 2003                          | 21 d'octubre de 2003                                    | 24 de juny de 2004                                      | 20 d'octubre de 2004                                    | 11 de desembre de 2004                                  | 22 de desembre de 2004                                  | 24 de gener de 2005                                  | 31 de desembre de 2006                     |                                            |
| Vicecanceller, Seguretat Social, Generacions i Protecció del Consumidor | Herbert Haupt (FPÖ) fins al 21.10.03          |                                                         |                                                         |                                                         |                                                         |                                                         |                                                      |                                            |                                            |
| Vicecanceller, Transport, Innovació i Tecnologia                        |                                               | Hubert Gorbach (FPÖ/BZÖ) des del 21.10.03               | Hubert Gorbach (FPÖ/BZÖ) des del 21.10.03               | Hubert Gorbach (FPÖ/BZÖ) des del 21.10.03               | Hubert Gorbach (FPÖ/BZÖ) des del 21.10.03               | Hubert Gorbach (FPÖ/BZÖ) des del 21.10.03               | Hubert Gorbach (FPÖ/BZÖ) des del 21.10.03            | Hubert Gorbach (FPÖ/BZÖ) des del 21.10.03  | Hubert Gorbach (FPÖ/BZÖ) des del 21.10.03  |
| Afers Exteriors                                                         | Benita Ferrero-Waldner (ÖVP) fins al 20.10.04 | Benita Ferrero-Waldner (ÖVP) fins al 20.10.04           | Benita Ferrero-Waldner (ÖVP) fins al 20.10.04           | Ursula Plassnik (ÖVP) des del 20.10.04                  | Ursula Plassnik (ÖVP) des del 20.10.04                  | Ursula Plassnik (ÖVP) des del 20.10.04                  | Ursula Plassnik (ÖVP) des del 20.10.04               | Ursula Plassnik (ÖVP) des del 20.10.04     | Ursula Plassnik (ÖVP) des del 20.10.04     |
| Educació, Ciència i Cultura                                             | Elisabeth Gehrer (ÖVP)                        | Elisabeth Gehrer (ÖVP)                                  | Elisabeth Gehrer (ÖVP)                                  | Elisabeth Gehrer (ÖVP)                                  | Elisabeth Gehrer (ÖVP)                                  | Elisabeth Gehrer (ÖVP)                                  | Elisabeth Gehrer (ÖVP)                               | Elisabeth Gehrer (ÖVP)                     | Elisabeth Gehrer (ÖVP)                     |
| Finances                                                                | Karl-Heinz Grasser (Cap, ÖVP)                 | Karl-Heinz Grasser (Cap, ÖVP)                           | Karl-Heinz Grasser (Cap, ÖVP)                           | Karl-Heinz Grasser (Cap, ÖVP)                           | Karl-Heinz Grasser (Cap, ÖVP)                           | Karl-Heinz Grasser (Cap, ÖVP)                           | Karl-Heinz Grasser (Cap, ÖVP)                        | Karl-Heinz Grasser (Cap, ÖVP)              | Karl-Heinz Grasser (Cap, ÖVP)              |
| Interior                                                                | Ernst Strasser (ÖVP) fins a l'11.12.04        | Ernst Strasser (ÖVP) fins a l'11.12.04                  | Ernst Strasser (ÖVP) fins a l'11.12.04                  | Ernst Strasser (ÖVP) fins a l'11.12.04                  | Günther Platter (ÖVP) des del 11.12.04 fins al 22.12.04 | Liese Prokop (ÖVP) des del 22.12.04 fins al 31.12.06    | Liese Prokop (ÖVP) des del 22.12.04 fins al 31.12.06 | Wolfgang Schüssel (ÖVP) des del 31.12.06   |                                            |
| Salut i Dona                                                            | Maria Rauch-Kallat (ÖVP)                      | Maria Rauch-Kallat (ÖVP)                                | Maria Rauch-Kallat (ÖVP)                                | Maria Rauch-Kallat (ÖVP)                                | Maria Rauch-Kallat (ÖVP)                                | Maria Rauch-Kallat (ÖVP)                                | Maria Rauch-Kallat (ÖVP)                             | Maria Rauch-Kallat (ÖVP)                   | Maria Rauch-Kallat (ÖVP)                   |
| Justícia                                                                | Dieter Böhmdorfer (FPÖ) fins al 24.06.04      | Dieter Böhmdorfer (FPÖ) fins al 24.06.04                | Karin Gastinger (FPÖ/BZÖ) des del 24.06.04              | Karin Gastinger (FPÖ/BZÖ) des del 24.06.04              | Karin Gastinger (FPÖ/BZÖ) des del 24.06.04              | Karin Gastinger (FPÖ/BZÖ) des del 24.06.04              | Karin Gastinger (FPÖ/BZÖ) des del 24.06.04           | Karin Gastinger (FPÖ/BZÖ) des del 24.06.04 | Karin Gastinger (FPÖ/BZÖ) des del 24.06.04 |
| Agricultura, Silvicultura, Medi Ambient i Recursos Hídrics              | Josef Pröll (ÖVP)                             | Josef Pröll (ÖVP)                                       | Josef Pröll (ÖVP)                                       | Josef Pröll (ÖVP)                                       | Josef Pröll (ÖVP)                                       | Josef Pröll (ÖVP)                                       | Josef Pröll (ÖVP)                                    | Josef Pröll (ÖVP)                          | Josef Pröll (ÖVP)                          |
| Defensa                                                                 | Günther Platter (ÖVP)                         | Günther Platter (ÖVP)                                   | Günther Platter (ÖVP)                                   | Günther Platter (ÖVP)                                   | Günther Platter (ÖVP)                                   | Günther Platter (ÖVP)                                   | Günther Platter (ÖVP)                                | Günther Platter (ÖVP)                      | Günther Platter (ÖVP)                      |
| Seguretat Social, Generacions i Protecció del Consumidors               |                                               | Herbert Haupt (FPÖ) des del 21.10.03 i fins al 24.01.05 | Herbert Haupt (FPÖ) des del 21.10.03 i fins al 24.01.05 | Herbert Haupt (FPÖ) des del 21.10.03 i fins al 24.01.05 | Herbert Haupt (FPÖ) des del 21.10.03 i fins al 24.01.05 | Herbert Haupt (FPÖ) des del 21.10.03 i fins al 24.01.05 | Ursula Haubner (FPÖ/BZÖ) des del 24.01.05            | Ursula Haubner (FPÖ/BZÖ) des del 24.01.05  | Ursula Haubner (FPÖ/BZÖ) des del 24.01.05  |
| Transport, Innovació i Tecnologia                                       | Hubert Gorbach (FPÖ) fins al 21.10.03         |                                                         |                                                         |                                                         |                                                         |                                                         |                                                      |                                            |                                            |
| Economia i Treball                                                      | Martin Bartenstein (ÖVP)                      | Martin Bartenstein (ÖVP)                                | Martin Bartenstein (ÖVP)                                | Martin Bartenstein (ÖVP)                                | Martin Bartenstein (ÖVP)                                | Martin Bartenstein (ÖVP)                                | Martin Bartenstein (ÖVP)                             | Martin Bartenstein (ÖVP)                   | Martin Bartenstein (ÖVP)                   |

| Secretaris d'Estat                                         | Titulars                               | Titulars                                  | Titulars                                  | Titulars                                  |
| ---------------------------------------------------------- | -------------------------------------- | ----------------------------------------- | ----------------------------------------- | ----------------------------------------- |
| Secretaris d'Estat                                         | 28 de febrer de 2003                   | 24 de juny de 2004                        | 4 de juliol de 2005                       | 4 de juliol de 2005                       |
| Cancelleria                                                | Franz Morak (ÖVP)                      | Franz Morak (ÖVP)                         | Franz Morak (ÖVP)                         | Franz Morak (ÖVP)                         |
| Cancelleria                                                | Karl Schweitzer (FPÖ/BZÖ)              |                                           |                                           |                                           |
| Vicecancelleria, Transport, Innovació i Tecnologia         | Helmut Kukacka (ÖVP) fins al 24.06.04  | Eduard Mainoni (FPÖ/BZÖ) des del 24.06.04 | Eduard Mainoni (FPÖ/BZÖ) des del 24.06.04 | Eduard Mainoni (FPÖ/BZÖ) des del 24.06.04 |
| Afers Exteriors                                            |                                        |                                           | Hans Winkler (Ind. ÖVP) des del 04.07.05  | Hans Winkler (Ind. ÖVP) des del 04.07.05  |
| Finances                                                   | Alfred Finz (ÖVP)                      | Alfred Finz (ÖVP)                         | Alfred Finz (ÖVP)                         | Alfred Finz (ÖVP)                         |
| Salut i Dona                                               | Reinhart Waneck (FPÖ) fins al 24.06.04 |                                           |                                           |                                           |
| Seguretat Social, Generacions i Protecció dels Consumidors | Sigisbert Dolinschek (FPÖ/BZÖ)         | Sigisbert Dolinschek (FPÖ/BZÖ)            | Sigisbert Dolinschek (FPÖ/BZÖ)            | Sigisbert Dolinschek (FPÖ/BZÖ)            |